# Pierre Beaumarchais
Pierre-Augustin Caron de Beaumarchais (Parijs, 24 januari 1732 – aldaar, 18 mei 1799) was een Frans schrijver, horlogemaker, wapenhandelaar, uitgever en monarchist.
Beaumarchais werd in eerste instantie beroemd door zijn avontuurlijke levenswandel. Als zoon van een horlogemaker verliet hij al snel het ouderlijk huis om zich in allerlei bezigheden te storten. Zo was hij musicus en leraar harp van de zussen van Lodewijk XVI. Samen met Pâris-Duverney hield hij zich onledig met handelszaken en financiële transacties. Hij schuwde evenmin politieke intriges.
In 1764 begeleidde hij zijn zus naar Spanje waar zij werd verleid en in de steek gelaten door een zekere Clavijo. Hij verwerkte deze gebeurtenis in het toneelstuk Eugénie (1767).
Zeer spraakmakend was de rechtszaak die de erfgenaam van zijn handelspartner Pâris-Duverney, graaf de La Blache, tegen hem aanspande. Deze laatste beschuldigde Beaumarchais van schriftvervalsing. In 1773 werd Beaumarchais in deze zaak veroordeeld. Hij gaf zich echter niet gewonnen en deed een beroep op de publieke opinie door het publiceren van vier Mémoires. Dit waren pamfletten waarin hij Goëzman, een raadsman betrokken bij het proces, beschuldigde van omkoopbaarheid. Het hielp echter niet, zijn houding werd officieel afgekeurd en zijn Mémoires werden uit de handel gehaald. Ondertussen waren deze pamfletten een groot kassucces: van het vierde pamflet waren in drie dagen zesduizend exemplaren verkocht. Het publiek kon het spirituele karakter en de gedurfde en levendige taal van de pamfletten wel waarderen.
Beaumarchais bleef actief op de meest diverse terreinen. Hij bezorgde een uitstekende uitgave van de werken van Voltaire, hij richtte een onderneming op om wapens te leveren aan de Amerikanen en hij nam het in zijn geschriften op voor de Franse koninklijke familie.
In 1788 liet hij aan de boulevard de la Porte Saint-Antoine een stadspaleis bouwen, dat in 1789 werd voltooid.
Tijdens de Franse Revolutie werd Beaumarchais verbannen. Hij zou pas in 1796 naar Frankrijk terugkeren. Drie jaar later overleed hij in zijn woning. Hij werd begraven op de beroemde Parijse begraafplaats Père-Lachaise. Zijn woning werd in 1829 afgebroken voor de aanleg van het Canal Saint-Martin en het vergroten van het Place de la Bastille. De boulevard de la Porte Saint-Antoine werd in 1831 omgedoopt in boulevard Beaumarchais.
In 1895 werd op een driehoekig pleintje aan de rue Saint Antoine een standbeeld van Beaumarchais geplaatst. Het is gemaakt door Louis Clausade (1865-1899).

## Literaire reputatie
De literaire reputatie van Beaumarchais stoelt op twee toneelstukken: le Barbier de Séville (1775), een intrigekomedie en le Mariage de Figaro (1778), een onweerstaanbare en vrijpostige komedie. Dit laatste toneelstuk werd korte tijd verboden omdat het te onbeschaamd en te bedreigend was voor de gevestigde orde. Beaumarchais werd enkele dagen opgesloten in de gevangenis maar zag na zijn vrijlating zijn toneelstuk triomferen, zelfs bij de in het stuk geviseerde adel. Uit akte vijf van Le mariage de Figaro komt zijn vaak geciteerde zinsnede "Lof is waardeloos als kritiek verboden is" ("sans la liberté de blâmer il n'est point d'éloge flatteur").
Het in 1792 gepubliceerde la Mère coupable, een vervolg op le Mariage de Figaro, was van minder goede makelij.
De naam van Beaumarchais blijft voor altijd verbonden met Wolfgang Amadeus Mozart en zijn librettist Lorenzo da Ponte. Deze laatste bewerkte le Mariage de Figaro tot het libretto van de opera Le nozze di Figaro van Mozart.
Ook het toneelstuk le Barbier de Séville werd als basis gebruikt voor een opera, namelijk door Paisiello (in 1780) en Rossini (in 1816).

## Bibliografie

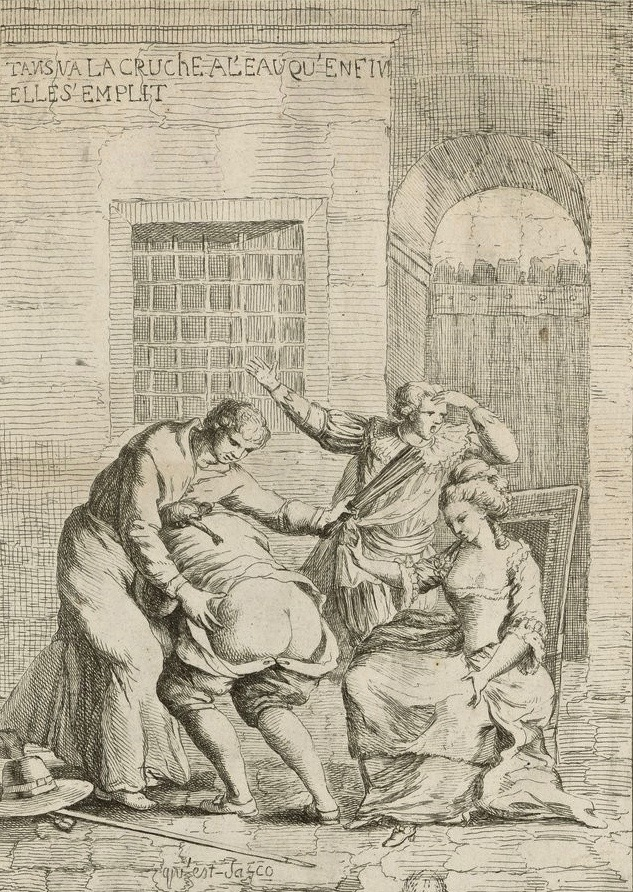
Vinzenzio Vangelisti 1785: fictieve enscenering van Pierre-Augustin Caron de Beaumarchais (1732–1799) in de Saint-Lazare-gevangenis in Parijs (karikatuur verspreid in verband met de controverse rond zijn komedie "Le mariage de Figaro")